# آدریا ایرویز

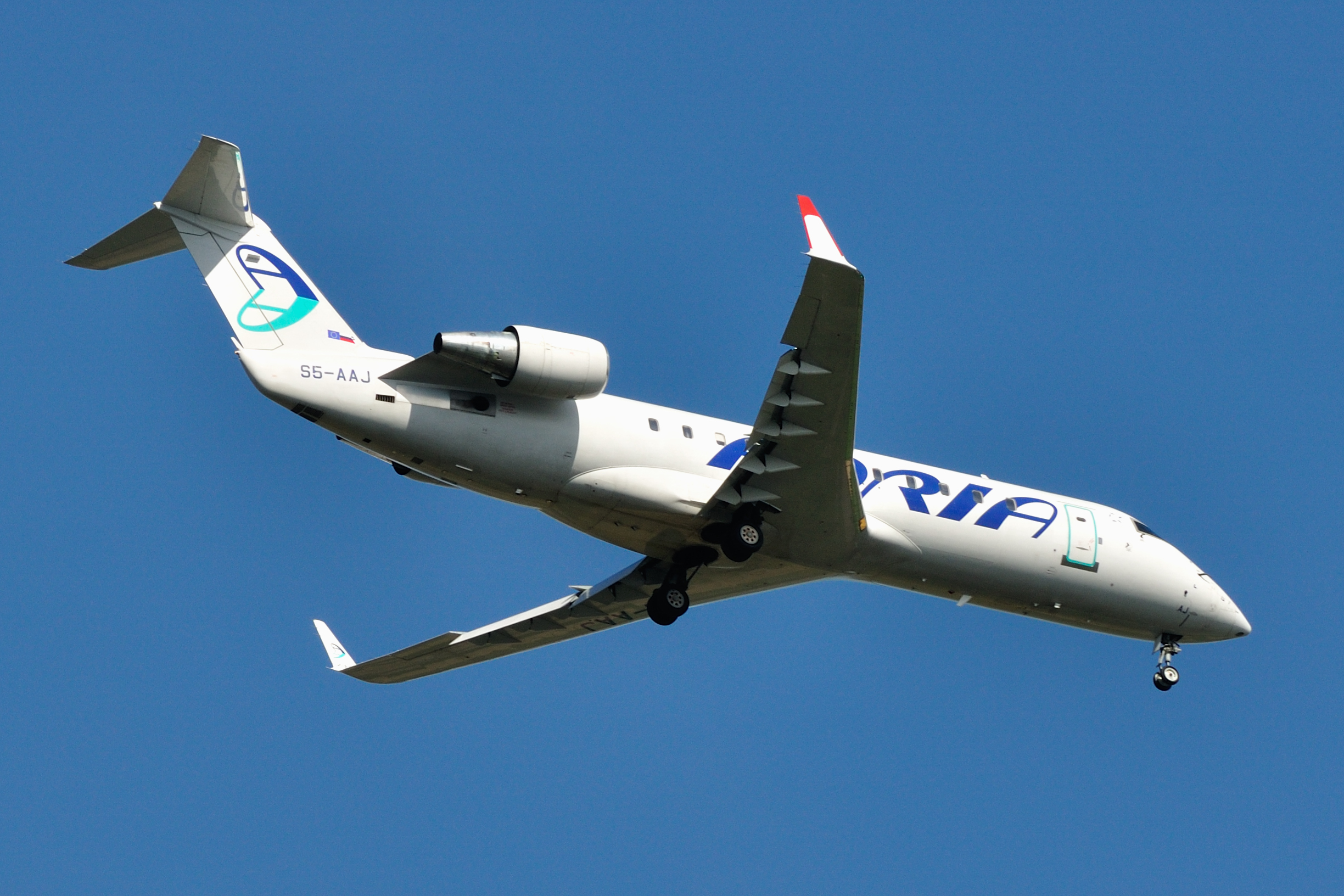
هواپیمای بمباردیه سی‌ال-۲۰۰ متعلق به آدریا ایرویز

آدریا ایرویز (به انگلیسی: Adria Airways) شرکت هواپیمایی دولتی حامل پرچم اسلوونی است، که در سال ۱۹۶۱ با خریداری دو هواپیمای مسافربری داگلاس دی‌سی۶ از خطوط هواپیمایی کی‌ال‌ام، فعالیتش را آغاز کرد.
شرکت آدریا ایرویز در حال حاضر در ناوگان هوایی خود، دارای ۲۰ فروند هواپیمای جت مسافربری می‌باشد و روزانه به ۲۰ شهر بزرگ اروپا به صورت مستقیم خدمات انتقال مسافر را انجام می‌دهد.
دفتر مرکزی این شرکت در فرودگاه لیوبلیانا، در نزدیکی شهر لیوبلیانا، اسلوونی قرار دارد و فرودگاه بین‌المللی پریشتینا، فرودگاه بین‌المللی مادر ترزای تیرانا و فرودگاه لیوبلیانا، قطب‌های این شرکت هواپیمایی را تشکیل می‌دهند.

## مقصدهای پروازی

### قرارداد نماد مشترک
آدریا ایرویز با شرکت‌های هواپیمایی زیر قرارداد نماد مشترک دارد:
- آئروفلوت
- ایر فرانس
- ایر ایندیا
- ایر صربیا
- آسترین ایرلاینز
- بروکسل ایرلاینز
- کاال‌ام
- لوت پولیش ایرلاینز
- لوفت‌هانزا
- مونته‌نگرو ایرلاینز
- هواپیمایی اسکاندیناوی
- سوئیس اینترنشنال ایرلاینز
- ترکیش ایرلاینز